# Pfarrkirche Brandberg

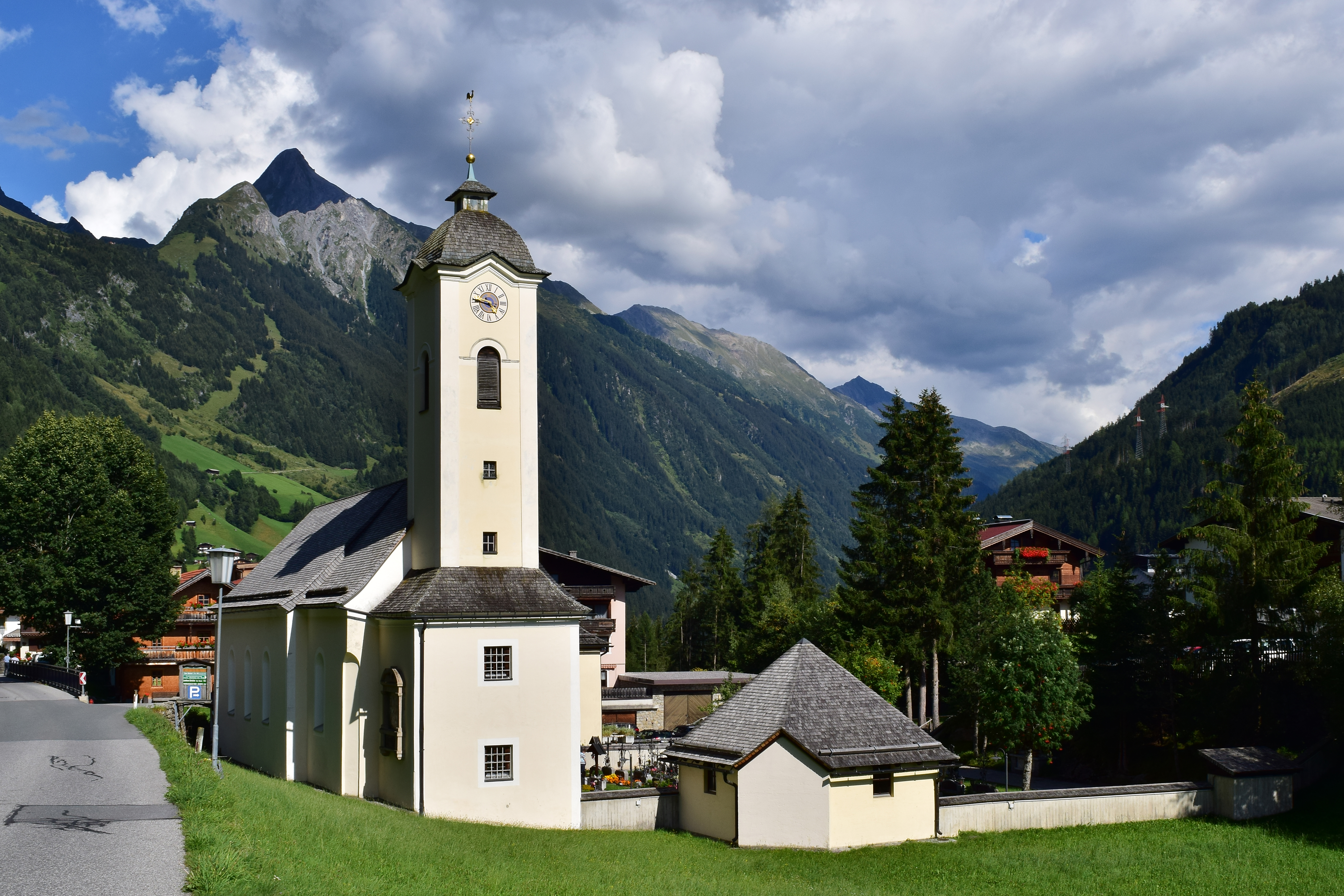
Kath. Pfarrkirche Hl. Kreuz in Brandberg, im Hintergrund der Brandberger Kolm.

Die römisch-katholische Pfarrkirche Brandberg steht von einem Friedhof umgeben in der Gemeinde Brandberg im Bezirk Schwaz in Tirol. Sie ist dem Heiligen Kreuz geweiht und gehört zum Dekanat Zell am Ziller in der Erzdiözese Salzburg. Das Bauwerk mitsamt dem Kriegerdenkmal an der Friedhofskapelle und dem umgebenden Friedhof steht unter Denkmalschutz.

## Geschichte
Die Kirche wurde urkundlich 1787 von Andreas Hueber errichtet und 1808 geweiht. 1891 wurde sie zur eigenständigen Pfarrkirche erhoben. Mit dem Bau der Kirche wurde 1786 ein Friedhof angelegt. Dieser wurde 1980 gegen Süden erweitert und es wurden eine neue Aufbahrungshalle und Friedhofskapelle erbaut.

## Kirchenbau
Kirchenäußeres
Die Kirche ist ein klassizistischer Saalbau mit Ostturm. Der Kirchturm schließt an das Chorjoch an. Der Turm wird durch eine Haube bekrönt.
Kircheninneres
Das Langhaus ist dreijochig. Der Chorraum hat einen quadratischen Grundriss. Die Flachdecke darüber ist ungegliedert. Das Fresko im Chorraum stellt Christus als Richter dar. Es stammt von Josef Haun aus dem Jahre 1932. Die Deckengemälde im Langhaus von Virgil Groder wurden um 1950 übertüncht.

## Ausstattung
Der Hochaltar ist ein Säulenaltar aus dem 18. Jahrhundert. Das Altarbild aus der ersten Hälfte des 19. Jahrhunderts zeigt die Kreuzigung Jesu. Die beiden Seitenaltäre stammen aus der ersten Hälfte des 19. Jahrhunderts. Auf dem linken Altar steht eine Figur des heiligen Josef aus der Zeit um 1790, auf dem rechten eine Madonnenfigur aus der ersten Hälfte des 17. Jahrhunderts.
Die Orgel stammt von den Reinisch-Pirchner aus dem Jahr 1972.

## Kriegerdenkmal

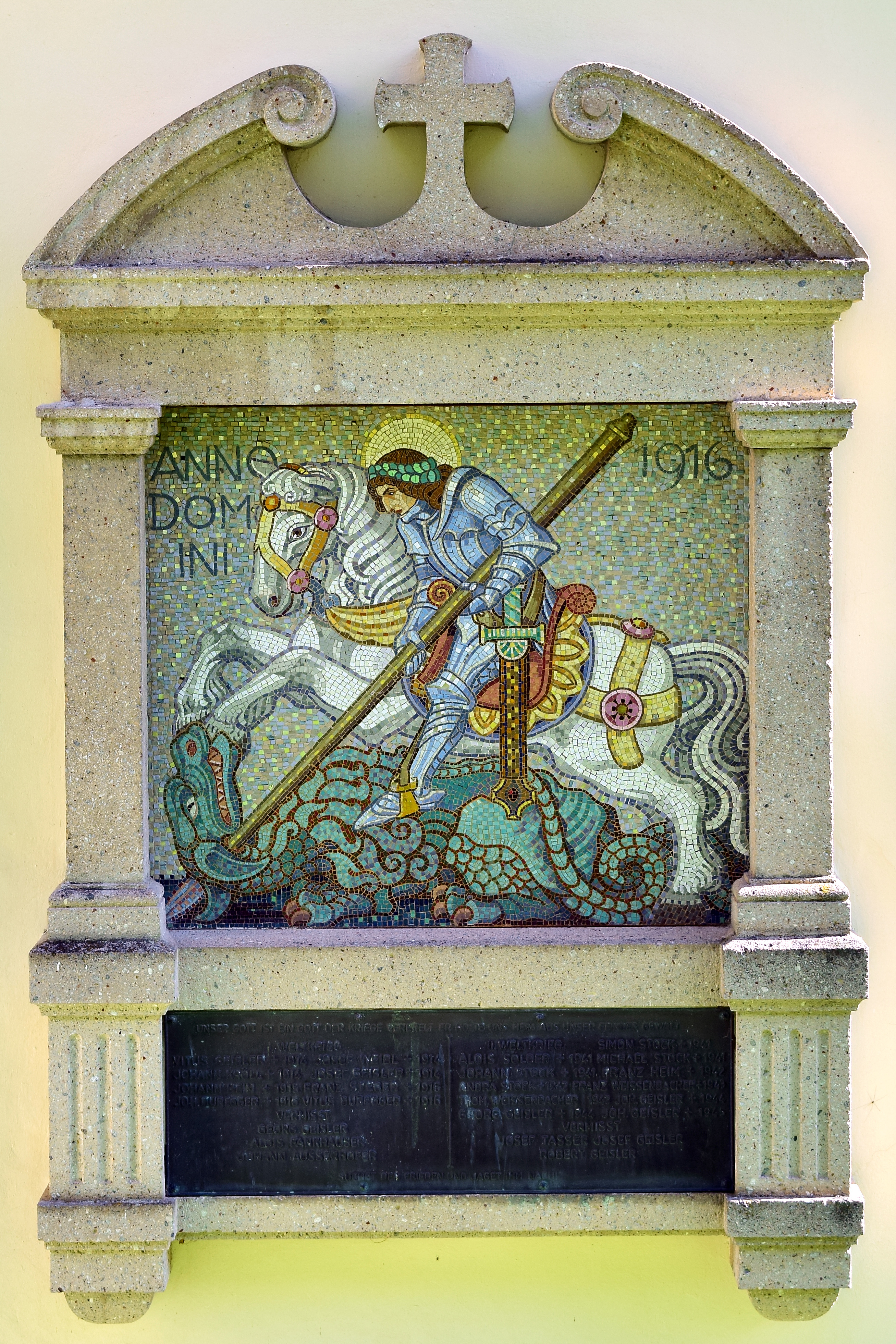
Altes Kriegerdenkmal

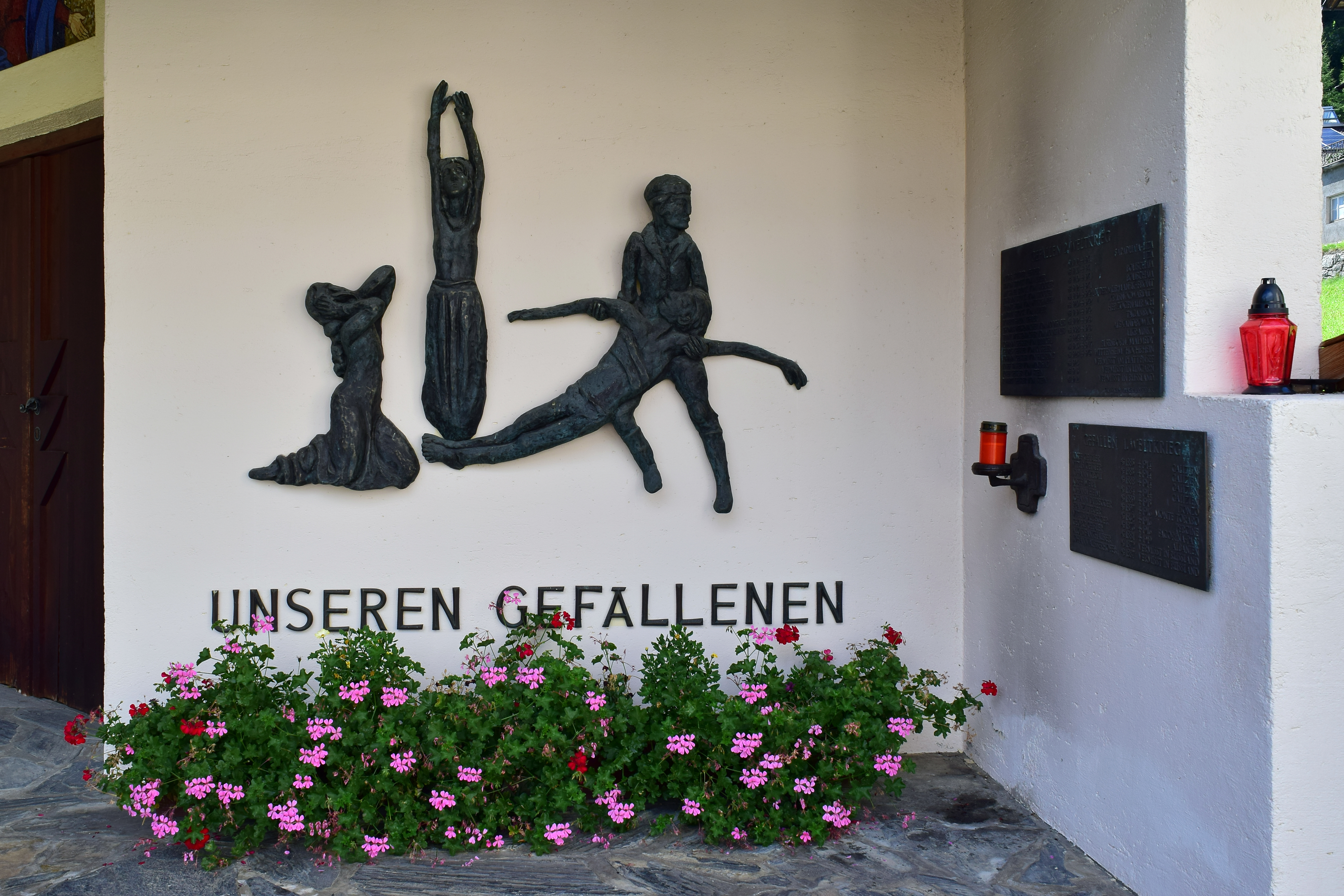
Neues Kriegerdenkmal

Es gibt zwei Kriegerdenkmäler. Das alte Kriegerdenkmal an der Nordfassade der Kirche wurde um 1950 (?) errichtet und zeigt ein Mosaik des hl. Georg aus dem Jahre 1916 (inschriftlich). Darunter ist eine Bronzetafel mit den Namen von Gefallenen und Vermissten beider Weltkriege angebracht. Das neue Kriegerdenkmal befindet sich an der Ostfassade der Friedhofskapelle und zeigt eine plastische Gruppe von vier bronzenen Relieffiguren mit Darstellung einer Beweinung. Es wurde von Hans Rieser im Jahre 1980 gestaltet.

## Friedhofskreuz
Das Kruzifix mit einem Korpus im Viernageltypus stammt aus der 2. Hälfte des 18. Jahrhunderts. Ursprünglich über dem Eingang der Kirche angebracht, wurde das Kruzifix 2006 auf einem Betonsockel in einem geschlossenen Bretterkasten im südlichen Teil des Friedhofs aufgestellt.